# Paul Sereno
Paul Callistus Sereno (Naperville, 17 ottobre 1957) è un paleontologo statunitense, docente all'Università di Chicago, scopritore di numerose specie di dinosauri e altri rettili estinti.
La specie più nota, tra quelle scoperte, è Sarcosuchus imperator, noto anche come "SuperCroc", un parente dei coccodrilli attuali.

## Pubblicazioni
- Taxonomy, Morphology, Masticatory Function and Phylogeny of Heterodontosaurid Dinosaurs, PenSoft Publishers LTD, 2012, p. 225 (consultabile su google books)